# Circondario di Tessalit
Il circondario di Tessalit è un circondario del Mali facente parte della regione di Kidal. Il capoluogo è Tessalit.

## Geografia antropica

### Suddivisioni amministrative
Il circondario di Tessalit è suddiviso in 3 comuni:
- Adjelhoc
- Tessalit
- Timtaghene